# Jaume de Copons i de Tamarit
Jaume de Copons i de Tamarit, ardiaca d'Andorra, canonge de la Seu d'Urgell, bisbe de Vic (1664-1674) i de Lleida (1674-1680), va ésser nomenat President de la Generalitat de Catalunya el 22 de juliol de 1662.
Provenia d'una família originària de Vilafranca del Penedès amb àmplia trajectòria política i militar. Era fill de Dalmau de Copons i, el seu germà Joan va ser comanador de l'Orde de Sant Joan de Jerusalem i va morir el 1642 a la guerra dels Segadors. Una germana seva, Margarida, va ser abadessa de Sant Daniel.
Una altra branca originària de les terres d'Urgell i la Segarra va estar àmpliament implicada a la guerra dels Segadors al costat francès que els va valer títols de noblesa a Ramon de Copons i Aiguaviva Tamarit (senyor del Bullidor), Joan Francesc de Copons i de Sabater (senyor de la Manresana) i Josep de Copons i de Gebeli (senyor de Llor).
No és el cas de Jaume de Copons que era filipista i havia estat insaculat en qualitat de supranumeràri el 1655, en ple període de depuració posterior a la revolta. Anteriorment, en època de presència francesa, havia format part d'alguna junta de Braços (1648) i d'una trenta-sisena (1650) i havia tingut algun enfrontament amb el bisbe francès Pèire de Marca i amb el canonge d'Urgell, Llorenç de Barutell, qui va acabar desterrant a Jaume de Copons a Begues per "desafecta al rei francès". Amb aquests antecedents, després del 1655 i abans de ser extret com a president, va formar part de nombroses juntes, trenta-sisenes i va ser ambaixador de la Diputació davant del virrei (1656). El 1664 en ser nomenat bisbe de Vic, el procurador general va demanar l'extracció d'un nou diputat eclesiàstic per incompatibilitat entre els dos càrrecs, però Copons es va oposar i, després d'un llarg enfrontament, el virrei va decidir que continués, atès que només faltaven uns mesos per a la fi del trienni.
El seu mandat com a president de la Generalitat va ser un període sense cap mena de vitalitat política atesa la cada cop més intensa preeminència virregnal. Va coincidir en aquests anys amb tres virreis: Francisco de Orozco, de dilatada experiència des de 1650; Francisco de Moura Corte-Real, un continuita de la política del seu predecessor i que només va estar un any abans de ser succeït per Vincenzo Gonzaga e Doria procedent de Nàpols i estret col·laborador de Joan Josep d'Àustria.